# Tošihiko Okimune
Tošihiko Okimune (* 7. září 1959) je bývalý japonský fotbalista.

## Klubová kariéra
Hrával za Fujitsu.

## Reprezentační kariéra
Tošihiko Okimune odehrál za japonský národní tým v roce 1981 celkem 2 reprezentační utkání.

## Statistiky
| Japonsko | Japonsko | Japonsko |
| Roky     | Záp.     | Góly     |
| -------- | -------- | -------- |
| 1981     | 2        | 0        |
| Celkem   | 2        | 0        |